# 気球に乗って
「気球に乗って」（ききゅうにのって）は、日本の音楽グループであるTHE BOOMが1989年12月1日に発売した3枚目のシングル。
2ndアルバム『サイレンのおひさま』と同時発売された。
当時社会問題となっていた天安門事件について歌われたもの。
ミュージック・ビデオは、気球からの視点で終始大地を映したもので、最後の最後に数秒THE BOOMのメンバーが映される。
2010年にコブクロがアルバム『ALL COVERS BEST』でカバー。

## 収録曲
全曲作詞・作曲：宮沢和史
1. 気球に乗って
2. 町の郵便屋